# اولاد بوجمعه (تموشنت)
اولاد بوجمعه (به عربی: اولاد بوجمعة) یک شهرداری در الجزایر است که در استان عین تموشنت واقع شده‌است. اولاد بوجمعه ۸۱٫۶۶ کیلومتر مربع مساحت و ۶٬۲۲۸ نفر جمعیت دارد.